# لئون امبا
لئون امبا (انگلیسی: Léon M'ba؛ ۹ فوریهٔ ۱۹۰۲ – ۲۷ نوامبر ۱۹۶۷) یک سیاست‌مدار اهل گابن بود.